# Death of a Nation
Death of a Nation è un album video del gruppo punk statunitense Anti-Flag, pubblicato in formato DVD il 26 ottobre 2004 da A-F Records. Le riprese sono state girate durante il tour di The Terror State in vari concerti negli Stati Uniti.

## Tracce
1. Death of a Nation – 1:58
2. Turncoat – 2:22
3. Got The Numbers – 2:52
4. You Can Kill The Protester, But You Can't Kill The Protest – 2:21
5. This Machine Kills Fascists – 2:10
6. Underground Network – 3:27
7. Rank-N-File – 3:42
8. Bring Out Your Dead – 2:09
9. Captain Anarchy – 2:42
10. Sold As Freedom – 2:13
11. No Borders, No Nations – 3:00
12. Tearing Everyone Down – 2:53
13. 911 For Peace – 3:20
14. Mind The G.A.T.T. – 3:01
15. Power To The Peaceful – 2:53
16. Angry, Young And Poor – 2:41
17. Watch The Right – 2:44
18. A New Kind of Army – 3:36
19. Post-War Breakout – 2:42
20. Spaz's House Destruction Party – 3:21
21. That's Youth – 3:03
22. Die For The Government – 3:23
23. Fuck The Flag – 2:14

## Contenuti extra
- Video di Death of a Nation (inedito)
- Video di Post-War Breakout (inedito)
- Video di Turncoat
- Dietro le quinte del video di Turncoat
- Intervista con la band
- Show radiofonico
- Dietro le quinte del tour

## Formazione
- Justin Sane – chitarra, voce
- Chris Head – voce, chitarra
- Chris #2 – basso, voce
- Pat Thetic – batteria

### Crediti[2]
- Frank Noca – art director, design, layout